# Bilanzrecht
Das Bilanzrecht ist ein Rechtsgebiet innerhalb des Handelsrechts und befasst sich mit der Rechnungslegung im Hinblick auf Bewertung und Bilanzierung.

## Allgemeines
Das Bilanzrecht dient dazu, Rechenschaft abzulegen über den Umgang mit fremdem Geld. Es soll dafür sorgen, dass Bilanzen und Gewinn- und Verlustrechnungen national und auch international möglichst vereinheitlicht werden, um ihre Vergleichbarkeit (etwa beim Betriebsvergleich) zu erhöhen. Bilanzrecht soll den Bilanzanalysten und der interessierten Öffentlichkeit einen Einblick in die Ertragslage und Finanzen eines Unternehmens geben. Ein wichtiges Ziel des Bilanzrechts ist der Gläubigerschutz und Anlegerschutz. Bilanzrecht ist elementar für das Unternehmensrecht, Gesellschaftsrecht und Kapitalmarktrecht.

## Deutschland
Das allgemeine Bilanzrecht (für alle Wirtschaftszweige und Rechtsformen) ist im Handelsgesetzbuch (HGB) kodifiziert (§§ 238 HGB bis § 263 HGB), rechtsformabhängiges Bilanzrecht für Kapitalgesellschaften ist in den §§ 264 HGB bis § 335 HGB vorgesehen. Das allgemeine Bilanzrecht verlangt die Grundsätze ordnungsmäßiger Buchführung, innerhalb derer es die allgemein gültige Einhaltung der Bilanzierungsgrundsätze aufstellt. Sondervorschriften gibt es für Kreditinstitute (§§ 340 ff. HGB, RechKredV) und Versicherungsunternehmen (§§ 341 ff. HGB, RechVersV). Dadurch ist das HGB der wesentlichste deutsche Rechnungslegungsstandard.

## International
Österreich
Der Kern des Bilanzrechts ist im Unternehmensgesetzbuch (UGB) ab § 189 UGB kodifiziert.
 Schweiz
Das Obligationenrecht (OR) behandelt bilanzrechtliche Fragen ab Art. 957 OR.
 Europäische Union
Das in allen EU-Mitgliedstaaten geltende europäische Bilanzrecht wurde insbesondere aus den EG-Bilanzrichtlinien Richtlinie 78/660/EWG vom 25. Juli 1978 aufgrund von Artikel 54 Absatz 3 Buchstabe g) des Vertrages über den Jahresabschluss von Gesellschaften bestimmter Rechtsformen, Richtlinie 83/349/EWG vom 13. Juni 1983 aufgrund von Artikel 54 Absatz 3 Buchstabe g) des Vertrages über den konsolidierten Abschluss und Richtlinie 84/253/EWG vom 10. April 1984 über die Zulassung der mit der Pflichtprüfung der Rechnungslegungsunterlagen beauftragten Personen, die in nationales Bilanzrecht transformiert wurden, entwickelt. 
IFRS
Der Rechnungslegungsstandard IFRS und die hierzu ergangenen Empfehlungen des International Accounting Standards Board sind übergreifendes Bilanzrecht und müssen von Unternehmen beachtet werden, für die das nationale Bilanzrecht eine Anwendung des IFRS zwingend vorschreibt. In Deutschland ist ein Jahresabschluss nach IFRS seit 2005 für kapitalmarktorientierte Kapitalgesellschaften und seit 2007 für Gesellschaften verpflichtend, deren Finanzierungstitel an der Wertpapierbörse notiert sind oder an einer US-amerikanischen Börse gelistet werden. Diese IFRS-Abschlüsse sind „befreiend“, das heißt die Verpflichtung eines HGB-Abschlusses entfällt. Für andere Unternehmen bzw. die Einzelabschlüsse bestehen Wahlrechte. Diese Regelung stammt aus der Verordnung (EG) Nr. 1606/2002 vom 29. Juli 2002 betreffend die Anwendung internationaler Rechnungslegungsstandards. 
Der Rechnungslegungsstandard US-GAAP gilt nur für US-amerikanische Unternehmen.